# HD 79181
HD 79181 — одиночная звезда в созвездии Гидры на расстоянии около 334 световых лет (около 102 парсек) от Солнца. Видимая звёздная величина звезды — +5,727m.
Вокруг звезды обращается, как минимум, одна планета.

## Характеристики
HD 79181 — оранжево-жёлтый гигант спектрального класса K0, или G8III. Масса — около 1,28 солнечной, радиус — около 11,06 солнечного, светимость — около 61,61 солнечной. Эффективная температура — около 5052 K.

## Планетная система
В 2021 году группой астрономов было объявлено об открытии планеты HD 79181 b.
В 2019 году учёными, анализирующими данные проектов Hipparcos и Gaia, у звезды обнаружена планета HIP 45158 c.